# Bovallstrand
Bovallstrand är en tätort i Sotenäs kommun i Bohuslän i Västra Götalands län. Orten ligger vid Bottnafjorden. 

## Historia

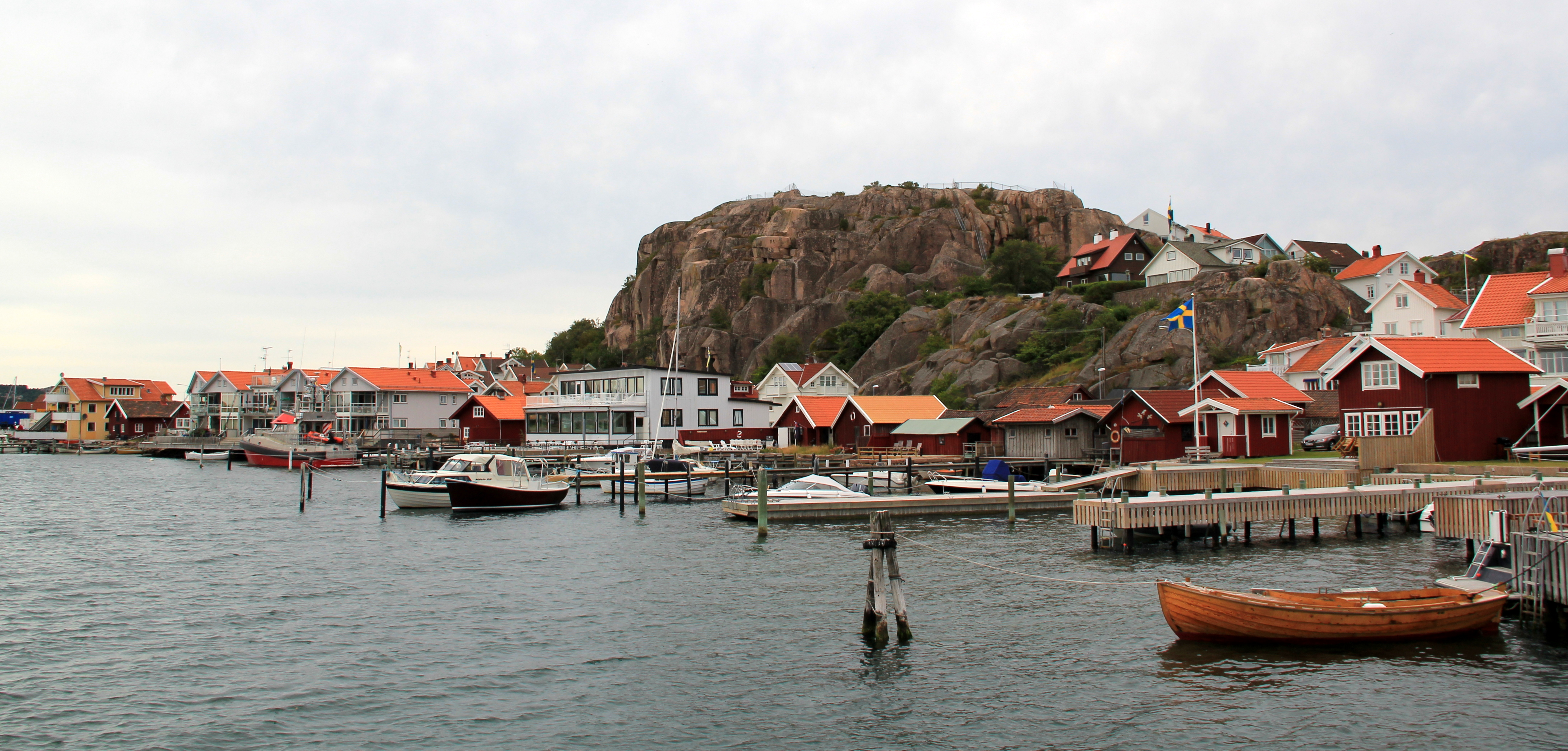
Bovallstrand

Den äldsta bevarade texten där Bovallstrand är nämnt vid namn är från 1585. I texterna framgår att saltning och utförsel av sill förekom på platsen under den stora sillperioden i slutet av 1500-talet. Namnet skrevs 1585 Bouwoltt. I en annan text från 1594 kallades det Bouoltstrand. Namnets ursprung är ovisst men en ortnamnsforskare från bygden menar att det kommer av "bosättningen vid stranden".
Bottnafjorden begränsas i söder av branta, höga berg. Mellan två av dessa, Gullviksberget och Korpåsberget, fanns en stor äng där de markägande gårdarna hade sina djur på bete. På bergens utlöpare mot fjorden, som inte hade något värde för markägarna, växte bebyggelsen fram och vid strandkanten byggdes bodar och bryggor. Först mot slutet av 1800-talet började ängen bebyggas och senare fylldes den långgrunda stranden ut med sten och sand och ett torg skapades.
Farleden från havet till Bovallstrand är relativt rak och problemfri vilket, tillsammans med förekomsten av en sockenväg, bidrog till att Bovallstrand tidigt fick reguljär ångbåtsförbindelse och blev utskeppningsplats för bl.a. sill och sten. De stora näringsgrenarna i samhället, fram till mitten av 1900-talet, var fiske, fraktfart och stenhuggeri. Sedermera blev orten även en badort.
Bovallstrand var och är beläget i Tossene socken och ingick efter kommunreformen 1862 i Tossene landskommun. I landskommunen fanns för orten mellan 27 november 1903 och 31 december 1959 inrättat Bovallstrands municipalsamhälle.

### Befolkningsutveckling
| Befolkningsutvecklingen i Bovallstrand 1900–2020 | Befolkningsutvecklingen i Bovallstrand 1900–2020 | Befolkningsutvecklingen i Bovallstrand 1900–2020 | Befolkningsutvecklingen i Bovallstrand 1900–2020 | Befolkningsutvecklingen i Bovallstrand 1900–2020 |
| ------------------------------------------------ | ------------------------------------------------ | ------------------------------------------------ | ------------------------------------------------ | ------------------------------------------------ |
|                                                  |                                                  |                                                  |                                                  |                                                  |
| År                                               |                                                  |                                                  | Folkmängd                                        | Areal (ha)                                       |
| 1900                                             | 1900                                             |                                                  | 641                                              | †                                                |
| 1960                                             | 1960                                             |                                                  | 526                                              |                                                  |
| 1965                                             | 1965                                             |                                                  | 513                                              |                                                  |
| 1970                                             | 1970                                             |                                                  | 472                                              |                                                  |
| 1975                                             | 1975                                             |                                                  | 493                                              |                                                  |
| 1980                                             | 1980                                             |                                                  | 472                                              |                                                  |
| 1990                                             | 1990                                             |                                                  | 466                                              | 62                                               |
| 1995                                             | 1995                                             |                                                  | 486                                              | 68                                               |
| 2000                                             | 2000                                             |                                                  | 495                                              | 68                                               |
| 2005                                             | 2005                                             |                                                  | 476                                              | 69                                               |
| 2010                                             | 2010                                             |                                                  | 474                                              | 81                                               |
| 2020                                             | 2020                                             |                                                  | 455                                              | 136                                              |
| † Som köpingsliknande samhälle 1900.             |                                                  |                                                  |                                                  |                                                  |

## Bebyggelse
Bebyggelsen från 1800-talet och början av 1900-talet finns i stort sett kvar i samhället. Många byggnader har bevarande tidstypiska, mycket säregna, trädetaljer och dessutom terrassmurar, trappor, grindstolpar och verandapelare av huggen sten. De flesta bostadshusen omges av små trädgårdar. Några av sjöbodarna har också kvar sitt ålderdomliga utseende, medan många verksamhetslokaler ändrat karaktär.

## Bilder

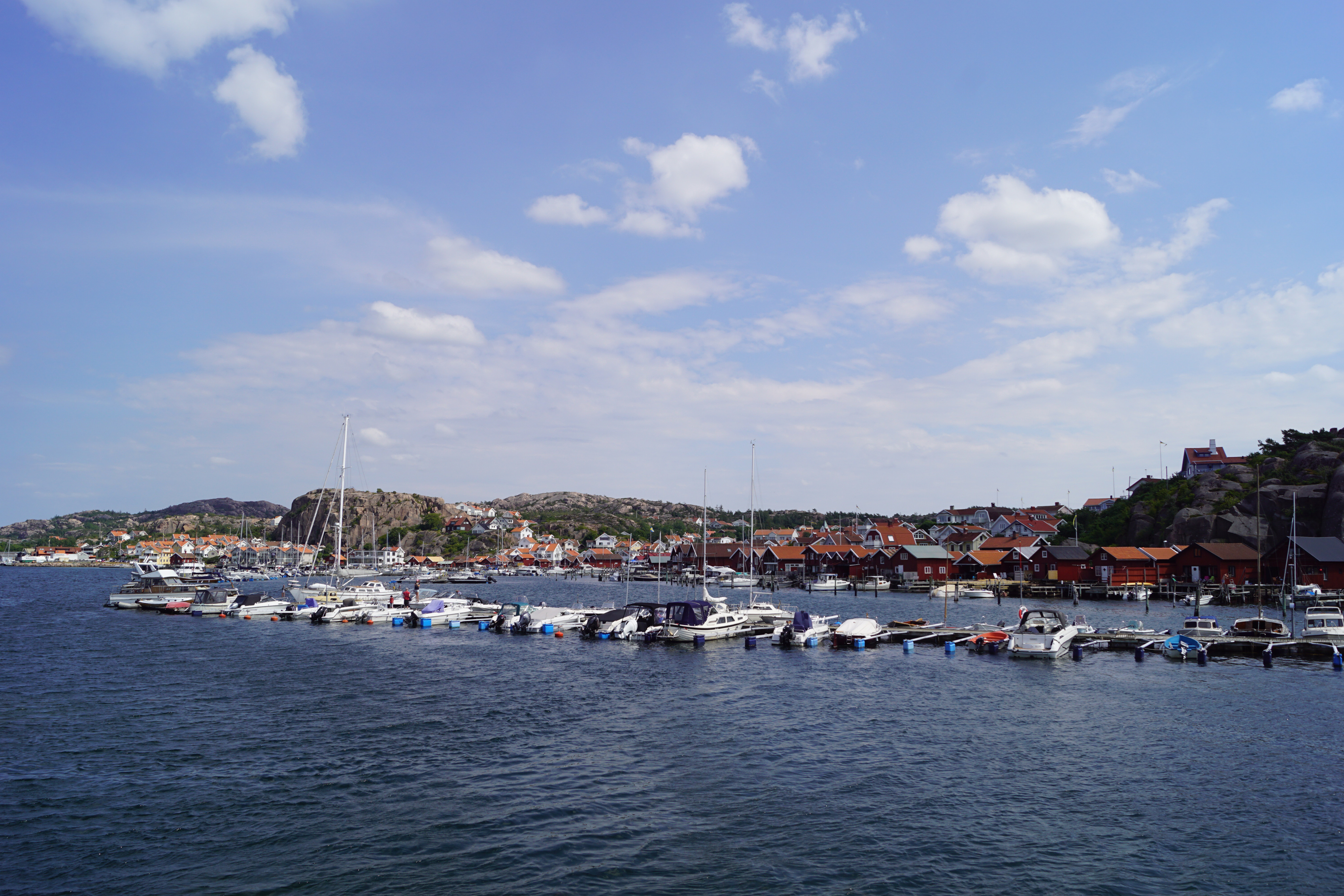
Bovallstrand sett från Badholmarna.
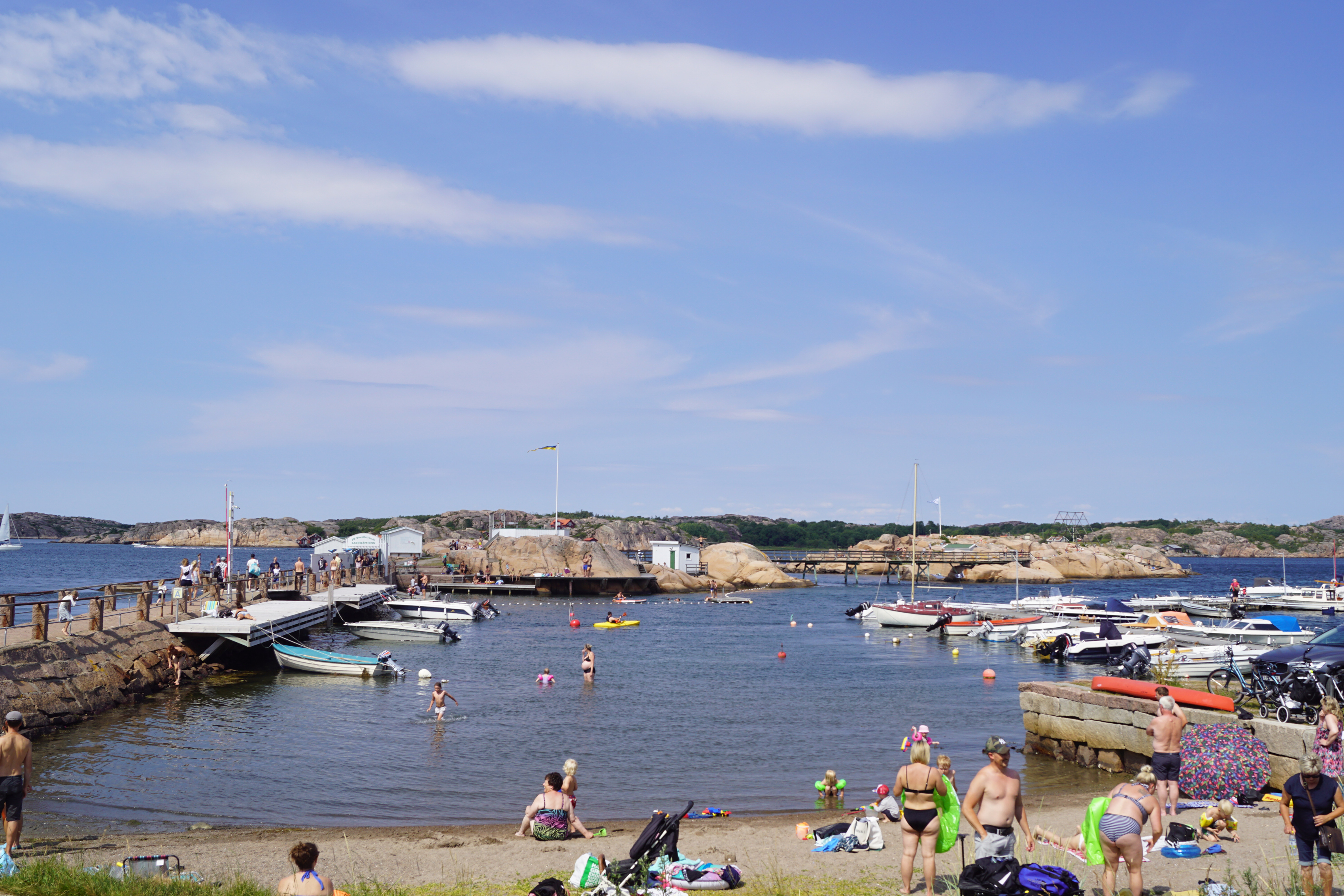
Kallbadsanläggningen Badholmarna.